# Mõisamaa
Mõisamaa är en ort i Estland. Den ligger i Märjamaa kommun och landskapet Raplamaa, i den västra delen av landet, 60 km söder om huvudstaden Tallinn. Mõisamaa ligger 38 meter över havet och antalet invånare är 143.
Terrängen runt Mõisamaa är mycket platt. Runt Mõisamaa är det mycket glesbefolkat, med 5 invånare per kvadratkilometer. Närmaste större samhälle är Märjamaa, 6,5 km väster om Mõisamaa. Omgivningarna runt Mõisamaa är en mosaik av jordbruksmark och naturlig växtlighet.